# Ubby-Långsjön
Ubby-Långsjön är en sjö i Norrtälje kommun i Uppland och ingår i Norrströms huvudavrinningsområde. Sjön har en area på 1,1 kvadratkilometer och ligger 21 meter över havet. Sjön avvattnas av vattendraget Storån.

## Delavrinningsområde
Ubby-Långsjön ingår i det delavrinningsområde (663366-163311) som SMHI kallar för Utloppet av Ubby-Långsjön. Medelhöjden är 32 meter över havet och ytan är 18,39 kvadratkilometer. Det finns inga avrinningsområden uppströms utan avrinningsområdet är högsta punkten. Storån som avvattnar avrinningsområdet har biflödesordning 4, vilket innebär att vattnet flödar genom totalt 4 vattendrag innan det når havet efter 123 kilometer. Avrinningsområdet består mestadels av skog (82 procent). Avrinningsområdet har 1,1 kvadratkilometer vattenytor vilket ger det en sjöprocent på 6 procent.